# Cophixalus concinnus
Cophixalus concinnus es una especie de anfibio anuro del género Cophixalus de la familia Microhylidae.

## Distribución geográfica
Originaria de Australia.